# Campionati mondiali di ginnastica aerobica
I Campionati mondiali di ginnastica aerobica  sono una competizione sportiva biennale organizzata dalla Federazione Internazionale di Ginnastica. La prima edizione si è svolta nel 1995 a Parigi, in Francia.

## Edizioni
| Anno | Città     | Nazione       |
| ---- | --------- | ------------- |
| 1995 | Parigi    | Francia       |
| 1996 | L'Aia     | Paesi Bassi   |
| 1997 | Perth     | Australia     |
| 1998 | Catania   | Italia        |
| 1999 | Hannover  | Germania      |
| 2000 | Riesa     | Germania      |
| 2002 | Klaipėda  | Lituania      |
| 2004 | Sofia     | Bulgaria      |
| 2006 | Nanchino  | Cina          |
| 2008 | Ulma      | Germania      |
| 2010 | Rodez     | Francia       |
| 2012 | Sofia     | Bulgaria      |
| 2014 | Cancún    | Messico       |
| 2016 | Incheon   | Corea del Sud |
| 2018 | Guimarães | Portogallo    |
| 2021 | Baku      | Azerbaigian   |
| 2022 | Guimarães | Portogallo    |
| 2024 | Pesaro    | Italia        |

## Medagliere
Dati aggiornati all'edizione del 2018, il medagliere non tiene conto dei medagliati juniores.
| Pos.   | Nazione       | Oro | Argento | Bronzo | Totale |
| ------ | ------------- | --- | ------- | ------ | ------ |
| 1      | Romania       | 17  | 18      | 20     | 55     |
| 2      | Cina          | 12  | 12      | 9      | 33     |
| 3      | Spagna        | 11  | 1       | 2      | 14     |
| 4      | Russia        | 9   | 6       | 12     | 27     |
| 5      | Brasile       | 9   | 3       | 3      | 15     |
| 6      | Corea del Sud | 7   | 6       | 6      | 18     |
| 7      | Giappone      | 6   | 2       | 0      | 8      |
| 8      | Francia       | 5   | 14      | 11     | 30     |
| 9      | Italia        | 2   | 4       | 1      | 7      |
| 9      | Bulgaria      | 2   | 4       | 1      | 7      |
| 11     | Ungheria      | 1   | 4       | 4      | 9      |
| 12     | Australia     | 1   | 2       | 2      | 5      |
| 13     | Nuova Zelanda | 1   | 0       | 2      | 3      |
| 13     | Messico       | 1   | 0       | 2      | 3      |
| 15     | Austria       | 1   | 0       | 1      | 2      |
| 16     | Svezia        | 0   | 0       | 2      | 2      |
| 16     | Mongolia      | 0   | 0       | 2      | 2      |
| 18     | Cile          | 0   | 0       | 1      | 1      |
| 18     | Islanda       | 0   | 0       | 1      | 1      |
| 18     | Ucraina       | 0   | 0       | 1      | 1      |
| Totale | Totale        | 86  | 76      | 83     | 245    |